# Neophryxe psychidis
Neophryxe psychidis är en tvåvingeart som beskrevs av Townsend 1916. Neophryxe psychidis ingår i släktet Neophryxe och familjen parasitflugor. Inga underarter finns listade i Catalogue of Life.